# کارزار (فیلم)
کارزار با نام سابق گواهی امضا فیلمی به کارگردانی و نویسندگی شهرام اسدزاده و تهیه‌کنندگی سید محمد قاضی محصول سال ۱۳۹۸ است.

## خلاصه داستان
کارزار روایت متقاطع و پیچیده یک شبانه روز از زندگی فریبرز و محبوبه است که با یک حادثه آنها را سر راه زوج دیگری به نام‌های اشکان و ندا قرار می‌دهد.

## بازیگران
- امیر آقایی
- نسیم ادبی
- نادر فلاح
- علیرضا استادی
- هامون سیدی
- نازنین صلح‌جو
- بهزاد خلج
- آسیه اسدزاده
- علیرضا مهران
- پویا صفدرپور
- داریوش آهنچیان
- سیامک اطلسی
- حامد جوادی
- پریا گوران
- حامد طوسی
- شهروز شهبازی
- پوریا اصلان